# Гавана (порода кролів)
Гавана (Havanas) — порода кролів м'ясо-шкуркового напряму.

## Історія
У 1898 році виведена в Голландії в селі недалеко від міста Утрехт на основі кролів голландської плямистої породи. Перші кролики Гавана були темно-каштанового кольору з червонуватим бобровим відтінком важили близько 3,5 кг.
На початку 1900 років нова порода швидко поширилася по Європі, потрапивши в Німеччину і в Швейцарію. Поступово порода поліпшувалася, заводчики прагнули видалити недоліки і закріпити хороші якості.
У 1909 році кролики Гавана були показані на виставці у Великій Британії, а в 1920 році там же був заснований перший клуб підтримки породи. Американські заводчики побачили Гаван в 1916 році, на той час породисті особини все ще важили понад 3 кг і були досить складні у відтворенні.
У наступні 30 років порода отримала дві форми - велику і малу. Великий типаж не був дуже популярним, але малі кролики Гавана і тоді, і сьогодні викликають загальне захоплення.
У 1960 році була отримано і стандартизовано блакитне забарвлення, в 1980 році - чорне, а зовсім недавно, в 2007 році, - плямиста форма.
У 1934 році, в Індіані, інший випадок привів до появи сатинової варіації Гавани, з яких пізніше була розвинена і закріплена ще одна чудова порода - Сатини з атласним, разючої краси і якості хутром.
Назву порода отримала через багатий шоколадний колір, подібний до кубинських сигар.

## Біологічні характеристики

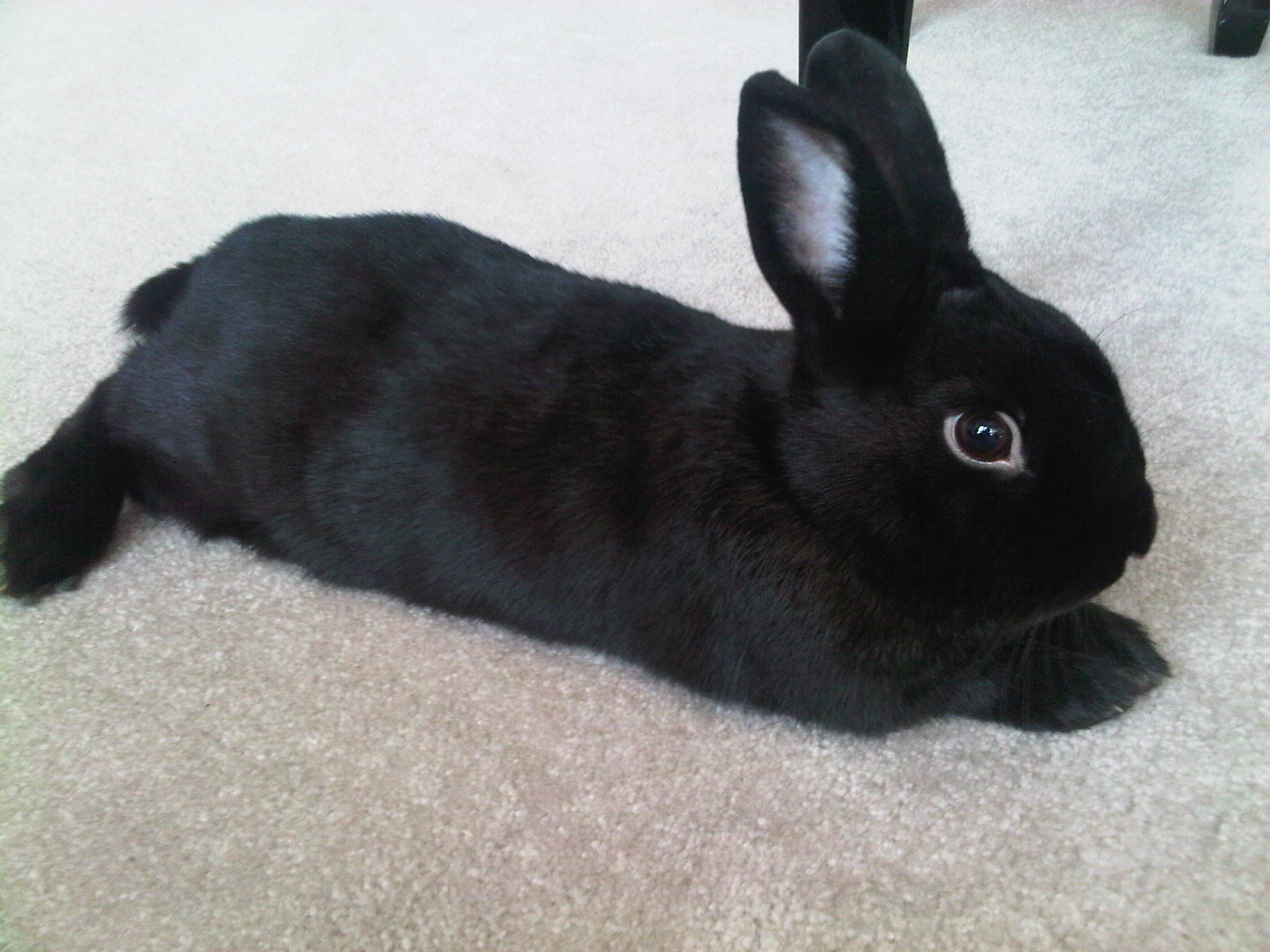
Кроленя породи Гавана

Тіло коротке, компактне, з хорошими пропорціями; голова невелика, широка, впритул з'єднана з тілом; плечі мускулисті; довжина вух 11,5-12 см (або 6-8 см); очі темно-коричневі; кігті темно-рогового кольору.
Середня жива маса кролів — 2,4 — 2,5 кг. Самиця і самець мають однакову вагу.
Хутро — м'яке, коротке і густе. Не потребує особливого догляду. Нагадує хутро норки. 
Кролі не примхливі до умов утримання.